# 稲蔭千代子
稲蔭 千代子（いなかげ ちよこ、1906年（明治39年）2月11日 - 1980年（昭和55年）10月19日）は、日本の女性アナウンサー。民放初の女性アナウンサー。

## 人物
1906年（明治39年）2月11日、愛知県碧海郡高浜町（のち高浜市）において長女の林千代子として生を受ける。5歳で中西家に養子に出され、中西千代子となる。中西家は叔母の家にあたる。
1922年（大正11年）愛知県立第一高等女学校本科（のちの愛知県立明和高等学校）を卒業し、同校専攻科英語科に進む。しかし、養父が事業に失敗したことから学校を中退し、養家のためになればと、偶然新聞広告で見かけたという名古屋中央放送局の女子アナウンサーに応募した。当時はまだ開局直後でラジオ自体が珍しく、中西家にもラジオがなかったため、アナウンサーという職業についてもなんとなくの印象しか持ち合わせがなかったという。

### 草創期の女性アナウンサー
1926年（大正15年）10月1日、社団法人日本放送協会のアナウンサーとして採用される。このときの応募者は100人を超え、千代子はそのうち4人の女性アナウンサーの1人であった。当時の月給は35円だったという。
当時の日本では東京・大阪・名古屋にのみラジオ局があり、いずれも開局したばかりで、アナウンサーがいかに振る舞うべきかの雛形も整っていなかった。当時の名古屋放送局は昼間は経済中心の番組編成で男性アナウンサーが担当、女性アナウンサーは演芸など夜の番組が中心であったことから、キャバレー勤めと誤解されないよう羽織袴で出勤したという。
当時の名古屋放送局では御園座からの中継、鳳来寺山からコノハズクの声を届けるなど様々な中継を企画し、実行に移していた。千代子も1927年（昭和2年）8月、名古屋の鶴舞公園からの日本初の盆踊り中継を担当した。

### 結婚と離職
1929年（昭和4年）12月、23歳で結婚により日本放送協会を退職。夫は同じく日本放送協会の技術職員であった稲蔭勇吉で、職場の上司の仲介により見合い結婚した。職場からは退職を慰留されるが、夫の「女房にかせがすのはいやだ」という意見で退職を決めた。
翌年には金沢放送局開局業務のため夫が転勤となり、金沢市内に移住。1930年（昭和5年）10月31日には長男邦彦（くにひこ）、1932年（昭和7年）10月12日には次男理夫（みちお）がそれぞれ生まれる。

### 帰名と復職
1934年（昭和9年）、夫の転勤により名古屋に戻る。さらに1936年（昭和11年）4月1日、三男泰雄（やすお）が生まれる。
1937年（昭和12年）、名古屋の臨海エリアで名古屋汎太平洋平和博覧会が開催された。千代子はこの博覧会のラヂオ館なるパビリオンでアナウンサーを委嘱された。
1949年（昭和24年）4月からはNHKディレクター佐々元子の要請により、古巣名古屋放送局で週一回放送の「主婦日記」を担当するようになった。
1950年（昭和25年）4月、東山公園で中部日本新聞社（現・中日新聞社）が催した子供天国博覧会においてNHK子供放送局などの司会を担当。このイベントでの姿が当時、民放ラジオ局の開設に奔走していた中部日本放送（CBC）の小嶋源作の目にとまり、CBC招聘のきっかけとなったという。

### 民放初の女性アナウンサー
1950年（昭和25年）12月15日、中部日本放送創立事務局に委嘱アナウンサーとして採用される。
小嶋源作は1951年（昭和26年）3月26日にはGHQ勤務のフランク馬場から、アメリカ製のテープレコーダーを入手し、鶴舞公園の公会堂の舞台で、社長秘書がピアノ演奏、稲蔭がCM原稿を読み、スポンサー向けに聞かせる試作CMを録音している。
中部日本放送(CBC)は、1951年（昭和26年）9月1日午前6時30分に本放送を開始した。開局第一声は宇井昇アナウンサーが務め、民間放送初の番組として「朝の調べ」が放送された。稲蔭はこの次の午後6時55分から商用放送としては初番組（スポンサー付番組）となる「服飾講座」を担当した。この番組は五金洋品がスポンサーについていたが、コマーシャルはなかった。五金は名古屋大津通にあった服飾店である。第一回目の放送はスポンサーの厚意により内容が変更され、稲蔭が自ら選んだ「ミラボー橋」（アポリネール）の朗読が流された。「ミラボー橋」は稲蔭の愛読の詩だった。
同日、15時30分からの「五大老座談会」は、名古屋政財界の長老である大岩勇夫・青木鎌太郎・下出民義・兼松煕・大喜多寅之助が出演するもので、突如任されたものの30分の司会進行をそつなくこなし、社内でも評判だったという。
開局当初の人気番組に渡辺製菓提供の「仲よしクラブ子供音楽会」があり、稲蔭が司会を担当した。この番組は公開録音で、地元の子供を出演させ、器楽と歌のコンクールを行うもので、開局以来3年8ヶ月続いた。聴取率は31パーセントから52パーセントをたたき出し、出場希望者も殺到したという。同番組はCBC社長賞第1号を受賞している。

### 民放初の女性課長
1953年（昭和28年）5月1日、47歳でCBC放送部アナウンス課主任となる。続いて、1956年（昭和31年）4月1日、50歳でCBC調査部考査課長となった。この昇進により、民放初の女性課長となった。
1955年（昭和30年）4月、名古屋婦人ジャーナリスト・クラブを創立し、その主宰として活動する。
1956年（昭和31年）9月1日に調査部CM課初代課長、1956年（昭和31年）11月1日に営業局調査部CM課長、1958年（昭和33年）1月1日に企画調査室調査部CM研究課長、1960年（昭和35年）4月1日に編成局番組CM研究委員会委員にそれぞれ就任している。
1961年（昭和36年）2月28日、55歳で定年退職を迎えるが、引き続き嘱託としてCBCに勤める。1962年（昭和37年）6月1日、企画局付となる。

### CBC退職後
1966年（昭和41年）2月28日、60歳でCBCを退職し、アナウンサー生活にピリオドを打った。同年4月には東急鯱バスに再就職し、同社ガイド室長となる（1968年（昭和43年）3月まで）。また、同じく1966年（昭和41年）4月に名古屋市成人学級講師、愛知県社会教育委員にも就任している。
1968年（昭和43年）4月22日、62歳のとき、夫勇吉に先立たれる。
1968年（昭和43年）4月から1980年（昭和55年）8月まで、朝日文化センターで「女性話し方教室」の講師を担当する。
1973年（昭和48年）7月から1974年（昭和49年）1月まで長男一家とともにニューヨークに移住。
1977年（昭和52年）4月から1980年（昭和55年）、常磐女学院で講師を務める。
1980年（昭和55年）8月12日、名古屋の堀田病院に入院。8月19日、東京の国立がんセンターに移送。8月19日午後0時50分、胆嚢ガンで東京都中央区築地の国立がんセンター病院で死去。享年74歳。
10月21日、神奈川県鎌倉市の報国寺で告別式が挙行された。またこれとは別に25日午後2時から「お別れの会」がホテルオークラ（名古屋市中区丸の内二丁目東京海上ビル24階）「光の間」で行われた。

## 担当番組
- 「服飾講座」（CBCラジオ）
- 「仲よしクラブ子供音楽会」（CBCラジオ）[新聞 4]
- 「東海名妓合戦」（CBCラジオ）[新聞 4]

## 著作
- 稲蔭千代子「須田さんの想出」『魁』特集、文学活動同人会、1958年、58頁。

## 家族
- 長男邦夫は東京銀行国際投資部長、次男カイザー・ジャパン（写真機材）社長、三男も同社重役[新聞 2]